# Sputnik 6
Sputnik 6, eller Korabl-Sputnik 3 (ryska: Корабль Спутник 3) var en sovjetisk testflygning i Vostokprogrammet. Den var en av föregångarna till den bemannade farkosten Vostok och bemannades av de båda hundarna Pcholka och Mushka.
Farkosten sköts upp den 1 december 1960 från Kosmodromen i Bajkonur. Färden gick planenligt fram till återinträdet i jordens atmosfär. Vid nedfärden krånglade bromsraketerna och bränslet tog slut. För att förhindra främmande makt att komma fram först till farkosten, sprängdes denna. Hundarna dödades och blev därmed de sista hundarna att dö under sovjetisk rymdflygning, efter Lajka (Sputnik 2) och Bars och Lisichka (Sputnik 5).